# Serie A 1995-1996
La Serie A 1995-1996 è stata la 94ª edizione della massima serie del campionato italiano di calcio (la 64ª a girone unico), disputata tra il 27 agosto 1995 e il 12 maggio 1996 e conclusa con la vittoria del Milan, al suo quindicesimo titolo.
Capocannonieri del torneo sono stati Igor Protti (Bari) e Giuseppe Signori (Lazio) con 24 reti a testa.

## Stagione

### Novità

La squadra milanista all'esordio in campionato a Padova: sulle maglie, la novità della numerazione fissa coi cognomi dei calciatori.

Dopo sedici anni tornava ai nastri di partenza della Serie A il Vicenza, retrocesso dopo la stagione 1978-1979, acompagnando in massima categoria Atalanta, Piacenza e Udinese, queste tutte di ritorno dopo una sola stagione.
Le principali novità sotto il profilo regolamentare riguardarono la possibilità di compiere fino a tre sostituzioni – senza discriminanti tra portiere e giocatore di movimento – e la numerazione fissa sulle maglie da gioco, con numeri da 1 a 99 e il cognome sul retro della divisa.

### Calciomercato
A mettersi in luce sul fronte del mercato fu il Milan, alle cui file si aggiunse l'ex capitano juventino Roberto Baggio: a vestirsi di rossonero fu poi il liberiano George Weah, ingaggiato dal Paris Saint-Germain. I bianconeri puntarono invece su Pessotto e Vierchowod per la difesa, rinfoltendo poi la mediana con Lombardo e Jugović. L'Inter del nuovo presidente Massimo Moratti – insediatosi a capo della società nel febbraio 1995 – acquistò i difensori Roberto Carlos e Javier Zanetti, il centrocampista Ince e l'attaccante Ganz.
La Sampdoria tesserò Seedorf e Karembeu, col Parma che ingaggiò infine Fabio Cannavaro e Stoičkov, quest'ultimo detentore del Pallone d'oro. Le neopromosse Piacenza e Atalanta inoltre potevano annoverare nelle file del loro attacco due futuri azzurri: Filippo Inzaghi, vincitore del campionato cadetto con gli emiliani nella stagione precedente, e Christian Vieri, che gli orobici ingaggiarono dai cadetti del Venezia.

### Avvenimenti

#### Girone di andata

Il 17enne Gianluigi Buffon, al debutto tra i pali del Parma.

Lungo il percorso che, nei pronostici formulati alla vigilia, avrebbe dovuto condurre la Juventus al bis nazionale seppe inserirsi il Milan: procedendo inizialmente alla pari coi sabaudi, la formazione di Capello distanziò i rivali dopo un pareggio colto da questi ultimi a Cagliari il 24 settembre 1995. Pur conoscendo in quel di Bari la prima sconfitta stagionale, il Diavolo fece suo lo scontro diretto del 15 ottobre: tale risultato pose un freno alla rincorsa dei campioni in carica, il cui ruolo d'inseguitrice venne assunto dal Parma – nelle cui file, il 19 novembre debuttò un promettente portiere ancora minorenne, Gianluigi Buffon – e dalla Fiorentina già nelle domeniche seguenti.
Uno scenario ben più allarmante riguardò l'opposta fazione granata, con Piacenza e Cremonese a propria volta relegate nei bassifondi del torneo: minori assilli destò la classifica di Vicenza e Cagliari, mentre i fanalini di coda baresi e patavini furono chiamati a colmare un sostanzioso gap dall'Udinese. La discreta fase di andata di cui Atalanta e Napoli si resero protagoniste valse loro la candidatura in zona UEFA, traguardo conteso anche dalle romane: la qualificazione europea rappresentò inoltre il ripiego di Inter e Sampdoria, ambedue partite con ambizioni di primato.
I 34 punti collezionati in 17 giornate assicurarono al Milan il platonico riconoscimento di campione d'inverno, coi viola attardati di una sola lunghezza.

#### Girone di ritorno
L'egemonia dei meneghini sul campionato andò rafforzandosi durante l'inverno, con ducali e toscani che videro la piazza d'onore insidiata dal riaffacciarsi bianconero. Da segnalare poi uno sciopero proclamato dalla Associazione Italiana Calciatori, fatto che determinò lo slittamento della 26ª giornata (in origine fissata al 16 e 17 marzo 1996) agli inizi di aprile.
Dopo che una striscia di 11 sconfitte consecutive condannò anzitempo il Padova alla retrocessione, il 28 aprile i rossoneri annientarono le residue speranze della Fiorentina imponendosi per 3-1 a San Siro e certificando in tal modo la vittoria finale: ad archiviare la suddetta domenica concorse la matematica resa dei cremonesi, cui si aggiunsero una settimana più tardi il Torino e un Bari che pure annoverava in organico il capocannoniere Protti.
La conquista della UEFA Champions League fruttò alla Juventus – autrice di una rimonta primaverile che era valsa il secondo posto a scapito dei gigliati – un visto per l'edizione seguente del torneo, mentre il successo degli uomini di Ranieri in Coppa Italia determinò la partecipazione dell'Inter alla UEFA unitamente a parmensi e capitoline: reduce da un campionato per molti versi fallimentare, la Beneamata trasse giovamento da una settima posizione in classifica agguantata con lieve margine su doriani e berici. Un discorso di segno opposto riguardò invece orobici e partenopei, la cui buona partenza risultò inficiata da un calo nella tornata conclusiva.

## Squadre partecipanti

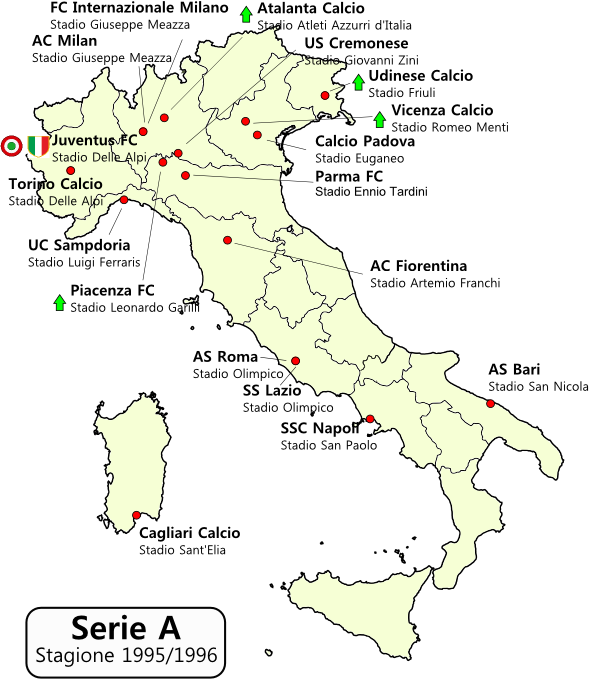
Ubicazione delle squadre della Serie A 1995-1996

| Club       | Stagione | Città    | Stadio                         | Stagione precedente           |
| ---------- | -------- | -------- | ------------------------------ | ----------------------------- |
| Atalanta   | dettagli | Bergamo  | Stadio Atleti Azzurri d'Italia | 4º posto in Serie B, promosso |
| Bari       | dettagli | Bari     | Stadio San Nicola              | 12º posto in Serie A          |
| Cagliari   | dettagli | Cagliari | Stadio Sant'Elia               | 9º posto in Serie A           |
| Cremonese  | dettagli | Cremona  | Stadio Giovanni Zini           | 13º posto in Serie A          |
| Fiorentina | dettagli | Firenze  | Stadio Artemio Franchi         | 10º posto in Serie A          |
| Inter      | dettagli | Milano   | Stadio Giuseppe Meazza         | 6º posto in Serie A           |
| Juventus   | dettagli | Torino   | Stadio delle Alpi              | 1º posto in Serie A           |
| Lazio      | dettagli | Roma     | Stadio Olimpico di Roma        | 3º posto in Serie A           |
| Milan      | dettagli | Milano   | Stadio Giuseppe Meazza         | 4º posto in Serie A           |
| Napoli     | dettagli | Napoli   | Stadio San Paolo               | 7º posto in Serie A           |
| Padova     | dettagli | Padova   | Stadio Euganeo                 | 14º posto in Serie A          |
| Parma      | dettagli | Parma    | Stadio Ennio Tardini           | 2º posto in Serie A           |
| Piacenza   | dettagli | Piacenza | Stadio Galleana                | 1º posto in Serie B, promosso |
| Roma       | dettagli | Roma     | Stadio Olimpico di Roma        | 5º posto in Serie A           |
| Sampdoria  | dettagli | Genova   | Stadio Luigi Ferraris          | 8º posto in Serie A           |
| Torino     | dettagli | Torino   | Stadio delle Alpi              | 11º posto in Serie A          |
| Udinese    | dettagli | Udine    | Stadio Friuli                  | 2º posto in Serie B, promosso |
| Vicenza    | dettagli | Vicenza  | Stadio Romeo Menti             | 3º posto in Serie B, promosso |

## Allenatori e primatisti
| Squadra    | Allenatore                                                                                   | Calciatore più presente                                    | Cannoniere               |
| ---------- | -------------------------------------------------------------------------------------------- | ---------------------------------------------------------- | ------------------------ |
| Atalanta   | Emiliano Mondonico                                                                           | Daniele Fortunato (32)                                     | Domenico Morfeo (11)     |
| Bari       | Giuseppe Materazzi (1ª-12ª) Eugenio Fascetti (13ª-34ª)                                       | Kennet Andersson, Igor Protti (33)                         | Igor Protti (24)         |
| Cagliari   | Giovanni Trapattoni (1ª-21ª) Bruno Giorgi (22ª-34ª)                                          | Pierpaolo Bisoli, Matteo Villa (34)                        | Luís Oliveira (15)       |
| Cremonese  | Luigi Simoni                                                                                 | Riccardo Maspero (34)                                      | Andrea Tentoni (9)       |
| Fiorentina | Claudio Ranieri                                                                              | Rui Costa, Francesco Toldo (34)                            | Gabriel Batistuta (19)   |
| Inter      | Ottavio Bianchi (1ª-4ª) Luis Suárez (5ª-6ª) Giovanni Ardemagni e Roy Hodgson (D.T.) (7ª-34ª) | Gianluca Pagliuca (34)                                     | Marco Branca (17)        |
| Juventus   | Marcello Lippi                                                                               | Angelo Di Livio (32)                                       | Fabrizio Ravanelli (12)  |
| Lazio      | Zdeněk Zeman                                                                                 | José Chamot, Diego Fuser (32)                              | Giuseppe Signori (24)    |
| Milan      | Fabio Capello                                                                                | Sebastiano Rossi (34)                                      | George Weah (11)         |
| Napoli     | Aldo Sensibile e Vujadin Boškov (D.T.)                                                       | Giuseppe Taglialatela (34)                                 | Arturo Di Napoli (5)     |
| Padova     | Mauro Sandreani                                                                              | Nicola Amoruso (33)                                        | Nicola Amoruso (14)      |
| Parma      | Nevio Scala                                                                                  | Roberto Mussi (32)                                         | Gianfranco Zola (10)     |
| Piacenza   | Luigi Cagni                                                                                  | Nicola Caccia, Eusebio Di Francesco, Massimo Taibi (34)    | Nicola Caccia (14)       |
| Roma       | Carlo Mazzone                                                                                | Giovanni Cervone (33)                                      | Abel Balbo (13)          |
| Sampdoria  | Sergio Santarini e Sven-Göran Eriksson (D.T.)                                                | David Balleri, Christian Karembeu, Clarence Seedorf (32)   | Enrico Chiesa (22)       |
| Torino     | Nedo Sonetti (1ª-12ª) Franco Scoglio (13ª-25ª, 27ª) Lido Vieri (26ª, 28ª-34ª)                | Roberto Maltagliati (34)                                   | Ruggiero Rizzitelli (11) |
| Udinese    | Alberto Zaccheroni                                                                           | Raffaele Ametrano, Stefano Desideri, Giovanni Stroppa (32) | Oliver Bierhoff (17)     |
| Vicenza    | Francesco Guidolin                                                                           | Roberto Murgita (34)                                       | Marcelo Otero (12)       |

## Classifica finale
Fonte:
|        | Pos. | Squadra    | Pt | G  | V  | N  | P  | GF | GS | DR  |
| ------ | ---- | ---------- | -- | -- | -- | -- | -- | -- | -- | --- |
|        | 1.   | Milan      | 73 | 34 | 21 | 10 | 3  | 60 | 24 | +36 |
|        | 2.   | Juventus   | 65 | 34 | 19 | 8  | 7  | 58 | 35 | +23 |
|        | 3.   | Lazio      | 59 | 34 | 17 | 8  | 9  | 66 | 38 | +28 |
| [ 46 ] | 4.   | Fiorentina | 59 | 34 | 17 | 8  | 9  | 53 | 41 | +12 |
|        | 5.   | Roma       | 58 | 34 | 16 | 10 | 8  | 51 | 34 | +17 |
|        | 6.   | Parma      | 58 | 34 | 16 | 10 | 8  | 44 | 31 | +13 |
|        | 7.   | Inter      | 54 | 34 | 15 | 9  | 10 | 51 | 30 | +21 |
|        | 8.   | Sampdoria  | 52 | 34 | 14 | 10 | 10 | 59 | 47 | +12 |
|        | 9.   | Vicenza    | 49 | 34 | 13 | 10 | 11 | 36 | 37 | −1  |
|        | 10.  | Cagliari   | 41 | 34 | 11 | 8  | 15 | 34 | 47 | −13 |
|        | 11.  | Udinese    | 41 | 34 | 11 | 8  | 15 | 41 | 49 | −8  |
|        | 12.  | Napoli     | 41 | 34 | 10 | 11 | 13 | 28 | 41 | −13 |
|        | 13.  | Atalanta   | 39 | 34 | 11 | 6  | 17 | 38 | 50 | −12 |
|        | 14.  | Piacenza   | 37 | 34 | 9  | 10 | 15 | 31 | 48 | −17 |
|        | 15.  | Bari       | 32 | 34 | 8  | 8  | 18 | 49 | 71 | −22 |
|        | 16.  | Torino     | 29 | 34 | 6  | 11 | 17 | 28 | 46 | −18 |
|        | 17.  | Cremonese  | 27 | 34 | 5  | 12 | 17 | 37 | 57 | −20 |
|        | 18.  | Padova     | 24 | 34 | 7  | 3  | 24 | 41 | 79 | −38 |

Legenda:
      Campione d'Italia e qualificato alla fase a gironi della UEFA Champions League 1996-1997.
      Qualificata alla fase a gironi della UEFA Champions League 1996-1997.
      Qualificata ai sedicesimi di finale di Coppa delle Coppe 1996-1997.
      Qualificate ai trentaduesimi di finale di Coppa UEFA 1996-1997.
      Retrocesse in Serie B 1996-1997.
Regolamento:
Tre punti a vittoria, uno a pareggio, zero a sconfitta.
A parità di punti valeva la classifica avulsa, eccetto per l'assegnazione dello scudetto, dei posti salvezza-retrocessione e qualificazione-esclusione dalla Coppa UEFA per i quali era previsto uno spareggio.

### Squadra campione
| Formazione tipo | Giocatori (presenze)       |
| --- | -------------------------- |
| Rossi Panucci Costacurta Baresi Maldini Eranio Albertini Desailly Savićević Weah Baggio | Sebastiano Rossi (34)      |
| Rossi Panucci Costacurta Baresi Maldini Eranio Albertini Desailly Savićević Weah Baggio | Christian Panucci (29)     |
| Rossi Panucci Costacurta Baresi Maldini Eranio Albertini Desailly Savićević Weah Baggio | Alessandro Costacurta (30) |
| Rossi Panucci Costacurta Baresi Maldini Eranio Albertini Desailly Savićević Weah Baggio | Franco Baresi (30)         |
| Rossi Panucci Costacurta Baresi Maldini Eranio Albertini Desailly Savićević Weah Baggio | Paolo Maldini (30)         |
| Rossi Panucci Costacurta Baresi Maldini Eranio Albertini Desailly Savićević Weah Baggio | Stefano Eranio (24)        |
| Rossi Panucci Costacurta Baresi Maldini Eranio Albertini Desailly Savićević Weah Baggio | Demetrio Albertini (30)    |
| Rossi Panucci Costacurta Baresi Maldini Eranio Albertini Desailly Savićević Weah Baggio | Marcel Desailly (32)       |
| Rossi Panucci Costacurta Baresi Maldini Eranio Albertini Desailly Savićević Weah Baggio | Dejan Savićević (23)       |
| Rossi Panucci Costacurta Baresi Maldini Eranio Albertini Desailly Savićević Weah Baggio | George Weah (26)           |
| Rossi Panucci Costacurta Baresi Maldini Eranio Albertini Desailly Savićević Weah Baggio | Roberto Baggio (28)        |
| Altri giocatori: Marco Simone (27), Roberto Donadoni (23), Paolo Di Canio (22), Mauro Tassotti (15), Zvonimir Boban (13), Gianluigi Lentini (9), Massimo Ambrosini (7), Filippo Galli (6), Francesco Coco (5), Tomas Locatelli (5), Gianluca Sordo (5), Patrick Vieira (2), Paulo Futre (1). |                            |

## Risultati

### Tabellone
|            | ATA  | BAR  | CAG  | CRE  | FIO  | INT  | JUV  | LAZ  | MIL  | NAP  | PAD  | PAR  | PIA  | ROM  | SAM  | TOR  | UDI  | VIC  |
| ---------- | ---- | ---- | ---- | ---- | ---- | ---- | ---- | ---- | ---- | ---- | ---- | ---- | ---- | ---- | ---- | ---- | ---- | ---- |
| Atalanta   | –––– | 1-2  | 3-0  | 1-1  | 1-3  | 1-1  | 0-1  | 1-3  | 0-1  | 1-3  | 3-0  | 1-1  | 2-0  | 2-1  | 3-2  | 1-0  | 0-0  | 3-1  |
| Bari       | 1-3  | –––– | 3-0  | 2-1  | 1-1  | 4-1  | 2-2  | 3-3  | 1-0  | 1-1  | 2-1  | 1-1  | 0-0  | 1-2  | 1-3  | 2-2  | 4-2  | 0-2  |
| Cagliari   | 2-0  | 4-2  | –––– | 1-0  | 0-0  | 0-0  | 0-0  | 0-1  | 1-2  | 2-0  | 0-1  | 2-0  | 0-0  | 0-2  | 3-0  | 1-0  | 4-1  | 2-0  |
| Cremonese  | 1-1  | 7-1  | 3-1  | –––– | 0-0  | 2-4  | 3-3  | 2-1  | 0-0  | 1-1  | 2-1  | 0-2  | 0-0  | 0-1  | 0-0  | 1-1  | 2-2  | 1-1  |
| Fiorentina | 1-0  | 3-2  | 3-1  | 3-2  | –––– | 1-1  | 0-1  | 2-0  | 2-2  | 3-0  | 6-4  | 1-0  | 2-1  | 1-4  | 2-2  | 2-0  | 3-0  | 1-1  |
| Inter      | 1-0  | 3-0  | 4-0  | 2-0  | 1-2  | –––– | 1-2  | 0-0  | 1-1  | 4-0  | 8-2  | 1-1  | 0-0  | 2-0  | 0-2  | 4-0  | 2-1  | 1-0  |
| Juventus   | 1-0  | 1-1  | 4-1  | 4-1  | 1-0  | 1-0  | –––– | 4-2  | 1-1  | 1-1  | 3-1  | 1-0  | 2-0  | 0-2  | 0-3  | 5-0  | 2-1  | 1-0  |
| Lazio      | 5-1  | 4-3  | 4-0  | 2-1  | 4-0  | 0-1  | 4-0  | –––– | 0-1  | 1-0  | 2-0  | 2-1  | 4-1  | 1-0  | 6-3  | 1-1  | 2-2  | 3-0  |
| Milan      | 3-0  | 3-2  | 3-2  | 7-1  | 3-1  | 0-1  | 2-1  | 0-0  | –––– | 0-0  | 1-0  | 3-0  | 3-0  | 3-1  | 3-0  | 1-1  | 2-1  | 4-0  |
| Napoli     | 2-0  | 1-0  | 0-0  | 0-0  | 0-2  | 2-1  | 0-1  | 1-0  | 0-1  | –––– | 2-0  | 1-1  | 0-0  | 0-2  | 1-0  | 1-0  | 2-1  | 1-1  |
| Padova     | 3-2  | 3-0  | 2-1  | 1-2  | 0-1  | 2-1  | 0-5  | 1-3  | 1-2  | 4-2  | –––– | 1-3  | 1-1  | 1-2  | 1-1  | 1-1  | 2-3  | 3-2  |
| Parma      | 2-0  | 3-1  | 4-0  | 2-0  | 3-0  | 2-1  | 1-1  | 2-1  | 0-0  | 1-0  | 2-1  | –––– | 3-2  | 1-1  | 1-0  | 1-0  | 1-0  | 0-1  |
| Piacenza   | 2-2  | 3-2  | 1-1  | 2-1  | 0-1  | 1-0  | 0-4  | 2-1  | 0-2  | 0-1  | 4-0  | 2-1  | –––– | 1-0  | 3-2  | 1-0  | 0-2  | 0-1  |
| Roma       | 0-1  | 2-1  | 1-1  | 3-0  | 2-2  | 1-0  | 2-2  | 0-0  | 1-2  | 4-1  | 2-0  | 1-1  | 2-1  | –––– | 3-1  | 1-0  | 2-1  | 1-1  |
| Sampdoria  | 2-3  | 2-0  | 1-2  | 2-0  | 2-1  | 0-0  | 2-0  | 3-3  | 3-0  | 2-2  | 3-1  | 3-0  | 3-0  | 1-1  | –––– | 1-0  | 1-0  | 2-2  |
| Torino     | 0-1  | 3-1  | 1-1  | 1-0  | 0-3  | 0-1  | 1-2  | 0-2  | 1-1  | 0-0  | 2-0  | 2-2  | 4-2  | 2-2  | 1-1  | –––– | 2-0  | 1-0  |
| Udinese    | 3-0  | 1-2  | 1-0  | 3-2  | 1-0  | 1-2  | 1-0  | 1-1  | 0-2  | 3-2  | 3-1  | 0-0  | 0-0  | 1-1  | 2-4  | 1-0  | –––– | 1-1  |
| Vicenza    | 1-0  | 2-0  | 0-1  | 1-0  | 1-0  | 1-1  | 2-1  | 1-0  | 1-1  | 3-0  | 2-1  | 0-1  | 1-1  | 2-1  | 2-2  | 2-1  | 0-1  | –––– |

### Calendario
All'atto del sorteggio (compiuto il 1º agosto 1995) le prime cinque classificate del precedente torneo furono riconosciute «teste di serie» e, pertanto, impossibilitate a sfidarsi tra loro nell'esordio: alle tre soste per impegni della Nazionale azzurra (3 settembre, 8 ottobre e 12 novembre 1995) si aggiunse la pausa natalizia, calendarizzata al 31 dicembre. I turni del 24 dicembre 1995 e 7 aprile 1996 furono entrambi anticipati al sabato per la concomitanza con le festività natalizie e pasquali.
La 26ª giornata, originariamente programmata al 16 e 17 marzo 1996, subì un rinvio per lo sciopero indetto dall'Associazione Italiana Calciatori: il recupero si svolse mercoledì 10 aprile, in forma di turno infrasettimanale.
| andata (1ª) | andata (1ª) | 1ª giornata        | ritorno (18ª) | ritorno (18ª) |
|             |             |                    |               |               |
| 27 ago.     | 1-1         | Atalanta-Parma     | 0-2           | 21 gen.       |
| 27 ago.     | 1-1         | Bari-Napoli        | 0-1           | 21 gen.       |
| 27 ago.     | 2-0         | Fiorentina-Torino  | 3-0           | 21 gen.       |
| 27 ago.     | 1-0         | Inter-Vicenza      | 1-1           | 21 gen.       |
| 27 ago.     | 4-1         | Juventus-Cremonese | 3-3           | 21 gen.       |
| 27 ago.     | 4-1         | Lazio-Piacenza     | 1-2           | 21 gen.       |
| 27 ago.     | 1-2         | Padova-Milan       | 0-1           | 21 gen.       |
| 27 ago.     | 1-1         | Sampdoria-Roma     | 1-3           | 21 gen.       |
| 27 ago.     | 1-0         | Udinese-Cagliari   | 1-4           | 21 gen.       |

| andata (2ª) | andata (2ª) | 2ª giornata         | ritorno (19ª) | ritorno (19ª) |
|             |             |                     |               |               |
| 10 set.     | 0-1         | Cagliari-Lazio      | 0-4           | 28 gen.       |
| 10 set.     | 0-0         | Cremonese-Sampdoria | 0-2           | 28 gen.       |
| 10 set.     | 2-1         | Milan-Udinese       | 2-0           | 28 gen.       |
| 10 set.     | 2-0         | Napoli-Padova       | 2-4           | 28 gen.       |
| 10 set.     | 2-1         | Parma-Inter         | 1-1           | 28 gen.       |
| 10 set.     | 0-4         | Piacenza-Juventus   | 0-2           | 28 gen.       |
| 10 set.     | 0-1         | Roma-Atalanta       | 1-2           | 28 gen.       |
| 10 set.     | 3-1         | Torino-Bari         | 2-2           | 28 gen.       |
| 10 set.     | 1-0         | Vicenza-Fiorentina  | 1-1           | 28 gen.       |

| andata (1ª) | andata (1ª) | 1ª giornata        | ritorno (18ª) | ritorno (18ª) |
|             |             |                    |               |               |
| 27 ago.     | 1-1         | Atalanta-Parma     | 0-2           | 21 gen.       |
| 27 ago.     | 1-1         | Bari-Napoli        | 0-1           | 21 gen.       |
| 27 ago.     | 2-0         | Fiorentina-Torino  | 3-0           | 21 gen.       |
| 27 ago.     | 1-0         | Inter-Vicenza      | 1-1           | 21 gen.       |
| 27 ago.     | 4-1         | Juventus-Cremonese | 3-3           | 21 gen.       |
| 27 ago.     | 4-1         | Lazio-Piacenza     | 1-2           | 21 gen.       |
| 27 ago.     | 1-2         | Padova-Milan       | 0-1           | 21 gen.       |
| 27 ago.     | 1-1         | Sampdoria-Roma     | 1-3           | 21 gen.       |
| 27 ago.     | 1-0         | Udinese-Cagliari   | 1-4           | 21 gen.       |

| andata (2ª) | andata (2ª) | 2ª giornata         | ritorno (19ª) | ritorno (19ª) |
|             |             |                     |               |               |
| 10 set.     | 0-1         | Cagliari-Lazio      | 0-4           | 28 gen.       |
| 10 set.     | 0-0         | Cremonese-Sampdoria | 0-2           | 28 gen.       |
| 10 set.     | 2-1         | Milan-Udinese       | 2-0           | 28 gen.       |
| 10 set.     | 2-0         | Napoli-Padova       | 2-4           | 28 gen.       |
| 10 set.     | 2-1         | Parma-Inter         | 1-1           | 28 gen.       |
| 10 set.     | 0-4         | Piacenza-Juventus   | 0-2           | 28 gen.       |
| 10 set.     | 0-1         | Roma-Atalanta       | 1-2           | 28 gen.       |
| 10 set.     | 3-1         | Torino-Bari         | 2-2           | 28 gen.       |
| 10 set.     | 1-0         | Vicenza-Fiorentina  | 1-1           | 28 gen.       |

| andata (3ª) | andata (3ª) | 3ª giornata         | ritorno (20ª) | ritorno (20ª) |
|             |             |                     |               |               |
| 17 set.     | 1-3         | Atalanta-Napoli     | 0-2           | 4 feb.        |
| 17 set.     | 3-3         | Bari-Lazio          | 3-4           | 4 feb.        |
| 17 set.     | 3-1         | Fiorentina-Cagliari | 0-0           | 4 feb.        |
| 17 set.     | 0-0         | Inter-Piacenza      | 0-1           | 4 feb.        |
| 17 set.     | 1-0         | Juventus-Vicenza    | 1-2           | 4 feb.        |
| 17 set.     | 1-1         | Padova-Torino       | 0-2           | 4 feb.        |
| 17 set.     | 1-2         | Roma-Milan          | 1-3           | 4 feb.        |
| 17 set.     | 3-0         | Sampdoria-Parma     | 0-1           | 4 feb.        |
| 17 set.     | 3-2         | Udinese-Cremonese   | 2-2           | 4 feb.        |

| andata (4ª) | andata (4ª) | 4ª giornata       | ritorno (21ª) | ritorno (21ª) |
|             |             |                   |               |               |
| 24 set.     | 0-0         | Cagliari-Juventus | 1-4           | 11 feb.       |
| 24 set.     | 0-1         | Cremonese-Roma    | 0-3           | 11 feb.       |
| 24 set.     | 2-2         | Lazio-Udinese     | 1-1           | 11 feb.       |
| 24 set.     | 3-0         | Milan-Atalanta    | 1-0           | 11 feb.       |
| 24 set.     | 2-1         | Napoli-Inter      | 0-4           | 11 feb.       |
| 24 set.     | 3-0         | Parma-Fiorentina  | 0-1           | 11 feb.       |
| 24 set.     | 3-2         | Piacenza-Bari     | 0-0           | 11 feb.       |
| 24 set.     | 1-1         | Torino-Sampdoria  | 0-1           | 11 feb.       |
| 24 set.     | 2-1         | Vicenza-Padova    | 2-3           | 11 feb.       |

| andata (3ª) | andata (3ª) | 3ª giornata         | ritorno (20ª) | ritorno (20ª) |
|             |             |                     |               |               |
| 17 set.     | 1-3         | Atalanta-Napoli     | 0-2           | 4 feb.        |
| 17 set.     | 3-3         | Bari-Lazio          | 3-4           | 4 feb.        |
| 17 set.     | 3-1         | Fiorentina-Cagliari | 0-0           | 4 feb.        |
| 17 set.     | 0-0         | Inter-Piacenza      | 0-1           | 4 feb.        |
| 17 set.     | 1-0         | Juventus-Vicenza    | 1-2           | 4 feb.        |
| 17 set.     | 1-1         | Padova-Torino       | 0-2           | 4 feb.        |
| 17 set.     | 1-2         | Roma-Milan          | 1-3           | 4 feb.        |
| 17 set.     | 3-0         | Sampdoria-Parma     | 0-1           | 4 feb.        |
| 17 set.     | 3-2         | Udinese-Cremonese   | 2-2           | 4 feb.        |

| andata (4ª) | andata (4ª) | 4ª giornata       | ritorno (21ª) | ritorno (21ª) |
|             |             |                   |               |               |
| 24 set.     | 0-0         | Cagliari-Juventus | 1-4           | 11 feb.       |
| 24 set.     | 0-1         | Cremonese-Roma    | 0-3           | 11 feb.       |
| 24 set.     | 2-2         | Lazio-Udinese     | 1-1           | 11 feb.       |
| 24 set.     | 3-0         | Milan-Atalanta    | 1-0           | 11 feb.       |
| 24 set.     | 2-1         | Napoli-Inter      | 0-4           | 11 feb.       |
| 24 set.     | 3-0         | Parma-Fiorentina  | 0-1           | 11 feb.       |
| 24 set.     | 3-2         | Piacenza-Bari     | 0-0           | 11 feb.       |
| 24 set.     | 1-1         | Torino-Sampdoria  | 0-1           | 11 feb.       |
| 24 set.     | 2-1         | Vicenza-Padova    | 2-3           | 11 feb.       |

| andata (5ª) | andata (5ª) | 5ª giornata          | ritorno (22ª) | ritorno (22ª) |
|             |             |                      |               |               |
| 1º ott.     | 2-0         | Atalanta-Piacenza    | 2-2           | 18 feb.       |
| 1º ott.     | 1-0         | Bari-Milan           | 2-3           | 18 feb.       |
| 1º ott.     | 3-2         | Fiorentina-Cremonese | 0-0           | 18 feb.       |
| 1º ott.     | 4-0         | Inter-Torino         | 1-0           | 18 feb.       |
| 1º ott.     | 1-1         | Juventus-Napoli      | 1-0           | 18 feb.       |
| 1º ott.     | 1-3         | Padova-Parma         | 1-2           | 18 feb.       |
| 1º ott.     | 0-0         | Roma-Lazio           | 0-1           | 18 feb.       |
| 1º ott.     | 1-2         | Sampdoria-Cagliari   | 0-3           | 18 feb.       |
| 1º ott.     | 1-1         | Udinese-Vicenza      | 1-0           | 18 feb.       |

| andata (6ª) | andata (6ª) | 6ª giornata        | ritorno (23ª) | ritorno (23ª) |
|             |             |                    |               |               |
| 15 ott.     | 1-1         | Atalanta-Inter     | 0-1           | 25 feb.       |
| 15 ott.     | 1-0         | Cagliari-Cremonese | 1-3           | 25 feb.       |
| 15 ott.     | 2-0         | Lazio-Padova       | 3-1           | 25 feb.       |
| 15 ott.     | 2-1         | Milan-Juventus     | 1-1           | 25 feb.       |
| 15 ott.     | 0-2         | Napoli-Fiorentina  | 0-3           | 25 feb.       |
| 15 ott.     | 1-0         | Parma-Udinese      | 0-0           | 25 feb.       |
| 15 ott.     | 3-2         | Piacenza-Sampdoria | 0-3           | 25 feb.       |
| 15 ott.     | 2-2         | Torino-Roma        | 0-1           | 25 feb.       |
| 15 ott.     | 2-0         | Vicenza-Bari       | 2-0           | 25 feb.       |

| andata (5ª) | andata (5ª) | 5ª giornata          | ritorno (22ª) | ritorno (22ª) |
|             |             |                      |               |               |
| 1º ott.     | 2-0         | Atalanta-Piacenza    | 2-2           | 18 feb.       |
| 1º ott.     | 1-0         | Bari-Milan           | 2-3           | 18 feb.       |
| 1º ott.     | 3-2         | Fiorentina-Cremonese | 0-0           | 18 feb.       |
| 1º ott.     | 4-0         | Inter-Torino         | 1-0           | 18 feb.       |
| 1º ott.     | 1-1         | Juventus-Napoli      | 1-0           | 18 feb.       |
| 1º ott.     | 1-3         | Padova-Parma         | 1-2           | 18 feb.       |
| 1º ott.     | 0-0         | Roma-Lazio           | 0-1           | 18 feb.       |
| 1º ott.     | 1-2         | Sampdoria-Cagliari   | 0-3           | 18 feb.       |
| 1º ott.     | 1-1         | Udinese-Vicenza      | 1-0           | 18 feb.       |

| andata (6ª) | andata (6ª) | 6ª giornata        | ritorno (23ª) | ritorno (23ª) |
|             |             |                    |               |               |
| 15 ott.     | 1-1         | Atalanta-Inter     | 0-1           | 25 feb.       |
| 15 ott.     | 1-0         | Cagliari-Cremonese | 1-3           | 25 feb.       |
| 15 ott.     | 2-0         | Lazio-Padova       | 3-1           | 25 feb.       |
| 15 ott.     | 2-1         | Milan-Juventus     | 1-1           | 25 feb.       |
| 15 ott.     | 0-2         | Napoli-Fiorentina  | 0-3           | 25 feb.       |
| 15 ott.     | 1-0         | Parma-Udinese      | 0-0           | 25 feb.       |
| 15 ott.     | 3-2         | Piacenza-Sampdoria | 0-3           | 25 feb.       |
| 15 ott.     | 2-2         | Torino-Roma        | 0-1           | 25 feb.       |
| 15 ott.     | 2-0         | Vicenza-Bari       | 2-0           | 25 feb.       |

| andata (7ª) | andata (7ª) | 7ª giornata          | ritorno (24ª) | ritorno (24ª) |
|             |             |                      |               |               |
| 22 ott.     | 3-0         | Bari-Cagliari        | 2-4           | 3 mar.        |
| 22 ott.     | 1-1         | Cremonese-Atalanta   | 1-1           | 3 mar.        |
| 22 ott.     | 0-0         | Inter-Lazio          | 1-0           | 3 mar.        |
| 22 ott.     | 3-1         | Juventus-Padova      | 5-0           | 2 mar.        |
| 22 ott.     | 0-1         | Piacenza-Napoli      | 0-0           | 3 mar.        |
| 22 ott.     | 1-1         | Roma-Parma           | 1-1           | 2 mar.        |
| 22 ott.     | 2-1         | Sampdoria-Fiorentina | 2-2           | 3 mar.        |
| 22 ott.     | 1-0         | Udinese-Torino       | 0-2           | 3 mar.        |
| 22 ott.     | 1-1         | Vicenza-Milan        | 0-4           | 3 mar.        |

| andata (8ª) | andata (8ª) | 8ª giornata      | ritorno (25ª) | ritorno (25ª) |
|             |             |                  |               |               |
| 29 ott.     | 0-0         | Atalanta-Udinese | 0-3           | 10 mar.       |
| 29 ott.     | 0-2         | Cagliari-Roma    | 1-1           | 10 mar.       |
| 29 ott.     | 3-2         | Fiorentina-Bari  | 1-1           | 10 mar.       |
| 29 ott.     | 1-1         | Inter-Milan      | 1-0           | 10 mar.       |
| 29 ott.     | 4-0         | Lazio-Juventus   | 2-4           | 10 mar.       |
| 29 ott.     | 0-0         | Napoli-Cremonese | 1-1           | 10 mar.       |
| 29 ott.     | 1-1         | Padova-Sampdoria | 1-3           | 10 mar.       |
| 29 ott.     | 3-2         | Parma-Piacenza   | 1-2           | 10 mar.       |
| 29 ott.     | 1-0         | Torino-Vicenza   | 1-2           | 10 mar.       |

| andata (7ª) | andata (7ª) | 7ª giornata          | ritorno (24ª) | ritorno (24ª) |
|             |             |                      |               |               |
| 22 ott.     | 3-0         | Bari-Cagliari        | 2-4           | 3 mar.        |
| 22 ott.     | 1-1         | Cremonese-Atalanta   | 1-1           | 3 mar.        |
| 22 ott.     | 0-0         | Inter-Lazio          | 1-0           | 3 mar.        |
| 22 ott.     | 3-1         | Juventus-Padova      | 5-0           | 2 mar.        |
| 22 ott.     | 0-1         | Piacenza-Napoli      | 0-0           | 3 mar.        |
| 22 ott.     | 1-1         | Roma-Parma           | 1-1           | 2 mar.        |
| 22 ott.     | 2-1         | Sampdoria-Fiorentina | 2-2           | 3 mar.        |
| 22 ott.     | 1-0         | Udinese-Torino       | 0-2           | 3 mar.        |
| 22 ott.     | 1-1         | Vicenza-Milan        | 0-4           | 3 mar.        |

| andata (8ª) | andata (8ª) | 8ª giornata      | ritorno (25ª) | ritorno (25ª) |
|             |             |                  |               |               |
| 29 ott.     | 0-0         | Atalanta-Udinese | 0-3           | 10 mar.       |
| 29 ott.     | 0-2         | Cagliari-Roma    | 1-1           | 10 mar.       |
| 29 ott.     | 3-2         | Fiorentina-Bari  | 1-1           | 10 mar.       |
| 29 ott.     | 1-1         | Inter-Milan      | 1-0           | 10 mar.       |
| 29 ott.     | 4-0         | Lazio-Juventus   | 2-4           | 10 mar.       |
| 29 ott.     | 0-0         | Napoli-Cremonese | 1-1           | 10 mar.       |
| 29 ott.     | 1-1         | Padova-Sampdoria | 1-3           | 10 mar.       |
| 29 ott.     | 3-2         | Parma-Piacenza   | 1-2           | 10 mar.       |
| 29 ott.     | 1-0         | Torino-Vicenza   | 1-2           | 10 mar.       |

| andata (9ª) | andata (9ª) | 9ª giornata      | ritorno (26ª) | ritorno (26ª) |
|             |             |                  |               |               |
| 5 nov.      | 1-3         | Bari-Atalanta    | 2-1           | 10 apr.       |
| 5 nov.      | 0-2         | Cremonese-Parma  | 0-2           | 10 apr.       |
| 5 nov.      | 2-0         | Fiorentina-Lazio | 0-4           | 10 apr.       |
| 5 nov.      | 3-2         | Milan-Cagliari   | 2-1           | 10 apr.       |
| 5 nov.      | 2-0         | Roma-Padova      | 2-1           | 10 apr.       |
| 5 nov.      | 0-0         | Sampdoria-Inter  | 2-0           | 10 apr.       |
| 5 nov.      | 0-0         | Torino-Napoli    | 0-1           | 10 apr.       |
| 5 nov.      | 1-0         | Udinese-Juventus | 1-2           | 10 apr.       |
| 5 nov.      | 1-1         | Vicenza-Piacenza | 1-0           | 10 apr.       |

| andata (10ª) | andata (10ª) | 10ª giornata        | ritorno (27ª) | ritorno (27ª) |
|              |              |                     |               |               |
| 19 nov.      | 3-2          | Atalanta-Sampdoria  | 3-2           | 24 mar.       |
| 19 nov.      | 1-0          | Cagliari-Torino     | 1-1           | 24 mar.       |
| 19 nov.      | 2-1          | Inter-Udinese       | 2-1           | 24 mar.       |
| 19 nov.      | 1-0          | Juventus-Fiorentina | 1-0           | 24 mar.       |
| 19 nov.      | 2-1          | Lazio-Cremonese     | 1-2           | 24 mar.       |
| 19 nov.      | 1-1          | Napoli-Vicenza      | 0-3           | 24 mar.       |
| 19 nov.      | 3-0          | Padova-Bari         | 1-2           | 24 mar.       |
| 19 nov.      | 0-0          | Parma-Milan         | 0-3           | 24 mar.       |
| 19 nov.      | 1-0          | Piacenza-Roma       | 1-2           | 24 mar.       |

| andata (9ª) | andata (9ª) | 9ª giornata      | ritorno (26ª) | ritorno (26ª) |
|             |             |                  |               |               |
| 5 nov.      | 1-3         | Bari-Atalanta    | 2-1           | 10 apr.       |
| 5 nov.      | 0-2         | Cremonese-Parma  | 0-2           | 10 apr.       |
| 5 nov.      | 2-0         | Fiorentina-Lazio | 0-4           | 10 apr.       |
| 5 nov.      | 3-2         | Milan-Cagliari   | 2-1           | 10 apr.       |
| 5 nov.      | 2-0         | Roma-Padova      | 2-1           | 10 apr.       |
| 5 nov.      | 0-0         | Sampdoria-Inter  | 2-0           | 10 apr.       |
| 5 nov.      | 0-0         | Torino-Napoli    | 0-1           | 10 apr.       |
| 5 nov.      | 1-0         | Udinese-Juventus | 1-2           | 10 apr.       |
| 5 nov.      | 1-1         | Vicenza-Piacenza | 1-0           | 10 apr.       |

| andata (10ª) | andata (10ª) | 10ª giornata        | ritorno (27ª) | ritorno (27ª) |
|              |              |                     |               |               |
| 19 nov.      | 3-2          | Atalanta-Sampdoria  | 3-2           | 24 mar.       |
| 19 nov.      | 1-0          | Cagliari-Torino     | 1-1           | 24 mar.       |
| 19 nov.      | 2-1          | Inter-Udinese       | 2-1           | 24 mar.       |
| 19 nov.      | 1-0          | Juventus-Fiorentina | 1-0           | 24 mar.       |
| 19 nov.      | 2-1          | Lazio-Cremonese     | 1-2           | 24 mar.       |
| 19 nov.      | 1-1          | Napoli-Vicenza      | 0-3           | 24 mar.       |
| 19 nov.      | 3-0          | Padova-Bari         | 1-2           | 24 mar.       |
| 19 nov.      | 0-0          | Parma-Milan         | 0-3           | 24 mar.       |
| 19 nov.      | 1-0          | Piacenza-Roma       | 1-2           | 24 mar.       |

| andata (11ª) | andata (11ª) | 11ª giornata      | ritorno (28ª) | ritorno (28ª) |
|              |              |                   |               |               |
| 26 nov.      | 2-0          | Cagliari-Napoli   | 0-0           | 31 mar.       |
| 26 nov.      | 2-1          | Cremonese-Padova  | 2-1           | 31 mar.       |
| 26 nov.      | 1-1          | Fiorentina-Inter  | 2-1           | 31 mar.       |
| 26 nov.      | 3-0          | Milan-Piacenza    | 2-0           | 31 mar.       |
| 26 nov.      | 1-1          | Parma-Juventus    | 0-1           | 30 mar.       |
| 26 nov.      | 2-1          | Roma-Bari         | 2-1           | 31 mar.       |
| 26 nov.      | 1-0          | Sampdoria-Udinese | 4-2           | 31 mar.       |
| 26 nov.      | 0-1          | Torino-Atalanta   | 0-1           | 31 mar.       |
| 26 nov.      | 1-0          | Vicenza-Lazio     | 0-3           | 31 mar.       |

| andata (12ª) | andata (12ª) | 12ª giornata      | ritorno (29ª) | ritorno (29ª) |
|              |              |                   |               |               |
| 3 dic.       | 3-1          | Atalanta-Vicenza  | 0-1           | 6 apr.        |
| 3 dic.       | 1-3          | Bari-Sampdoria    | 0-2           | 6 apr.        |
| 3 dic.       | 2-0          | Inter-Cremonese   | 4-2           | 6 apr.        |
| 3 dic.       | 5-0          | Juventus-Torino   | 2-1           | 6 apr.        |
| 3 dic.       | 0-1          | Lazio-Milan       | 0-0           | 6 apr.        |
| 3 dic.       | 1-1          | Napoli-Parma      | 0-1           | 6 apr.        |
| 3 dic.       | 0-1          | Padova-Fiorentina | 4-6           | 6 apr.        |
| 3 dic.       | 1-1          | Piacenza-Cagliari | 0-0           | 6 apr.        |
| 3 dic.       | 1-1          | Udinese-Roma      | 1-2           | 6 apr.        |

| andata (11ª) | andata (11ª) | 11ª giornata      | ritorno (28ª) | ritorno (28ª) |
|              |              |                   |               |               |
| 26 nov.      | 2-0          | Cagliari-Napoli   | 0-0           | 31 mar.       |
| 26 nov.      | 2-1          | Cremonese-Padova  | 2-1           | 31 mar.       |
| 26 nov.      | 1-1          | Fiorentina-Inter  | 2-1           | 31 mar.       |
| 26 nov.      | 3-0          | Milan-Piacenza    | 2-0           | 31 mar.       |
| 26 nov.      | 1-1          | Parma-Juventus    | 0-1           | 30 mar.       |
| 26 nov.      | 2-1          | Roma-Bari         | 2-1           | 31 mar.       |
| 26 nov.      | 1-0          | Sampdoria-Udinese | 4-2           | 31 mar.       |
| 26 nov.      | 0-1          | Torino-Atalanta   | 0-1           | 31 mar.       |
| 26 nov.      | 1-0          | Vicenza-Lazio     | 0-3           | 31 mar.       |

| andata (12ª) | andata (12ª) | 12ª giornata      | ritorno (29ª) | ritorno (29ª) |
|              |              |                   |               |               |
| 3 dic.       | 3-1          | Atalanta-Vicenza  | 0-1           | 6 apr.        |
| 3 dic.       | 1-3          | Bari-Sampdoria    | 0-2           | 6 apr.        |
| 3 dic.       | 2-0          | Inter-Cremonese   | 4-2           | 6 apr.        |
| 3 dic.       | 5-0          | Juventus-Torino   | 2-1           | 6 apr.        |
| 3 dic.       | 0-1          | Lazio-Milan       | 0-0           | 6 apr.        |
| 3 dic.       | 1-1          | Napoli-Parma      | 0-1           | 6 apr.        |
| 3 dic.       | 0-1          | Padova-Fiorentina | 4-6           | 6 apr.        |
| 3 dic.       | 1-1          | Piacenza-Cagliari | 0-0           | 6 apr.        |
| 3 dic.       | 1-1          | Udinese-Roma      | 1-2           | 6 apr.        |

| andata (13ª) | andata (13ª) | 13ª giornata       | ritorno (30ª) | ritorno (30ª) |
|              |              |                    |               |               |
| 10 dic.      | 2-0          | Cagliari-Atalanta  | 0-3           | 14 apr.       |
| 10 dic.      | 7-1          | Cremonese-Bari     | 1-2           | 14 apr.       |
| 10 dic.      | 3-0          | Fiorentina-Udinese | 0-1           | 14 apr.       |
| 10 dic.      | 0-0          | Milan-Napoli       | 1-0           | 14 apr.       |
| 10 dic.      | 2-1          | Padova-Inter       | 2-8           | 14 apr.       |
| 10 dic.      | 2-1          | Parma-Lazio        | 1-2           | 14 apr.       |
| 10 dic.      | 1-1          | Roma-Vicenza       | 1-2           | 14 apr.       |
| 10 dic.      | 2-0          | Sampdoria-Juventus | 3-0           | 13 apr.       |
| 10 dic.      | 4-2          | Torino-Piacenza    | 0-1           | 14 apr.       |

| andata (14ª) | andata (14ª) | 14ª giornata        | ritorno (31ª) | ritorno (31ª) |
|              |              |                     |               |               |
| 17 dic.      | 1-3          | Atalanta-Fiorentina | 0-1           | 20 apr.       |
| 17 dic.      | 1-1          | Bari-Parma          | 1-3           | 20 apr.       |
| 17 dic.      | 1-0          | Juventus-Inter      | 2-1           | 20 apr.       |
| 17 dic.      | 6-3          | Lazio-Sampdoria     | 3-3           | 20 apr.       |
| 17 dic.      | 1-1          | Milan-Torino        | 1-1           | 20 apr.       |
| 17 dic.      | 0-2          | Napoli-Roma         | 1-4           | 20 apr.       |
| 17 dic.      | 2-1          | Piacenza-Cremonese  | 0-0           | 20 apr.       |
| 17 dic.      | 3-1          | Udinese-Padova      | 3-2           | 20 apr.       |
| 17 dic.      | 0-1          | Vicenza-Cagliari    | 0-2           | 20 apr.       |

| andata (13ª) | andata (13ª) | 13ª giornata       | ritorno (30ª) | ritorno (30ª) |
|              |              |                    |               |               |
| 10 dic.      | 2-0          | Cagliari-Atalanta  | 0-3           | 14 apr.       |
| 10 dic.      | 7-1          | Cremonese-Bari     | 1-2           | 14 apr.       |
| 10 dic.      | 3-0          | Fiorentina-Udinese | 0-1           | 14 apr.       |
| 10 dic.      | 0-0          | Milan-Napoli       | 1-0           | 14 apr.       |
| 10 dic.      | 2-1          | Padova-Inter       | 2-8           | 14 apr.       |
| 10 dic.      | 2-1          | Parma-Lazio        | 1-2           | 14 apr.       |
| 10 dic.      | 1-1          | Roma-Vicenza       | 1-2           | 14 apr.       |
| 10 dic.      | 2-0          | Sampdoria-Juventus | 3-0           | 13 apr.       |
| 10 dic.      | 4-2          | Torino-Piacenza    | 0-1           | 14 apr.       |

| andata (14ª) | andata (14ª) | 14ª giornata        | ritorno (31ª) | ritorno (31ª) |
|              |              |                     |               |               |
| 17 dic.      | 1-3          | Atalanta-Fiorentina | 0-1           | 20 apr.       |
| 17 dic.      | 1-1          | Bari-Parma          | 1-3           | 20 apr.       |
| 17 dic.      | 1-0          | Juventus-Inter      | 2-1           | 20 apr.       |
| 17 dic.      | 6-3          | Lazio-Sampdoria     | 3-3           | 20 apr.       |
| 17 dic.      | 1-1          | Milan-Torino        | 1-1           | 20 apr.       |
| 17 dic.      | 0-2          | Napoli-Roma         | 1-4           | 20 apr.       |
| 17 dic.      | 2-1          | Piacenza-Cremonese  | 0-0           | 20 apr.       |
| 17 dic.      | 3-1          | Udinese-Padova      | 3-2           | 20 apr.       |
| 17 dic.      | 0-1          | Vicenza-Cagliari    | 0-2           | 20 apr.       |

| andata (15ª) | andata (15ª) | 15ª giornata     | ritorno (32ª) | ritorno (32ª) |
|              |              |                  |               |               |
| 23 dic.      | 1-1          | Cremonese-Torino | 0-1           | 28 apr.       |
| 23 dic.      | 2-2          | Fiorentina-Milan | 1-3           | 28 apr.       |
| 23 dic.      | 4-0          | Inter-Cagliari   | 0-0           | 28 apr.       |
| 23 dic.      | 0-2          | Juventus-Roma    | 2-2           | 28 apr.       |
| 23 dic.      | 5-1          | Lazio-Atalanta   | 3-1           | 28 apr.       |
| 23 dic.      | 1-1          | Padova-Piacenza  | 0-4           | 28 apr.       |
| 23 dic.      | 0-1          | Parma-Vicenza    | 1-0           | 28 apr.       |
| 23 dic.      | 2-2          | Sampdoria-Napoli | 0-1           | 28 apr.       |
| 23 dic.      | 1-2          | Udinese-Bari     | 2-4           | 28 apr.       |

| andata (16ª) | andata (16ª) | 16ª giornata      | ritorno (33ª) | ritorno (33ª) |
|              |              |                   |               |               |
| 7 gen.       | 0-1          | Atalanta-Juventus | 0-1           | 5 mag.        |
| 7 gen.       | 4-1          | Bari-Inter        | 0-3           | 5 mag.        |
| 7 gen.       | 0-1          | Cagliari-Padova   | 1-2           | 5 mag.        |
| 7 gen.       | 3-0          | Milan-Sampdoria   | 0-3           | 5 mag.        |
| 7 gen.       | 1-0          | Napoli-Lazio      | 0-1           | 5 mag.        |
| 7 gen.       | 0-2          | Piacenza-Udinese  | 0-0           | 5 mag.        |
| 7 gen.       | 2-2          | Roma-Fiorentina   | 4-1           | 5 mag.        |
| 7 gen.       | 2-2          | Torino-Parma      | 0-1           | 5 mag.        |
| 7 gen.       | 1-0          | Vicenza-Cremonese | 1-1           | 5 mag.        |

| andata (15ª) | andata (15ª) | 15ª giornata     | ritorno (32ª) | ritorno (32ª) |
|              |              |                  |               |               |
| 23 dic.      | 1-1          | Cremonese-Torino | 0-1           | 28 apr.       |
| 23 dic.      | 2-2          | Fiorentina-Milan | 1-3           | 28 apr.       |
| 23 dic.      | 4-0          | Inter-Cagliari   | 0-0           | 28 apr.       |
| 23 dic.      | 0-2          | Juventus-Roma    | 2-2           | 28 apr.       |
| 23 dic.      | 5-1          | Lazio-Atalanta   | 3-1           | 28 apr.       |
| 23 dic.      | 1-1          | Padova-Piacenza  | 0-4           | 28 apr.       |
| 23 dic.      | 0-1          | Parma-Vicenza    | 1-0           | 28 apr.       |
| 23 dic.      | 2-2          | Sampdoria-Napoli | 0-1           | 28 apr.       |
| 23 dic.      | 1-2          | Udinese-Bari     | 2-4           | 28 apr.       |

| andata (16ª) | andata (16ª) | 16ª giornata      | ritorno (33ª) | ritorno (33ª) |
|              |              |                   |               |               |
| 7 gen.       | 0-1          | Atalanta-Juventus | 0-1           | 5 mag.        |
| 7 gen.       | 4-1          | Bari-Inter        | 0-3           | 5 mag.        |
| 7 gen.       | 0-1          | Cagliari-Padova   | 1-2           | 5 mag.        |
| 7 gen.       | 3-0          | Milan-Sampdoria   | 0-3           | 5 mag.        |
| 7 gen.       | 1-0          | Napoli-Lazio      | 0-1           | 5 mag.        |
| 7 gen.       | 0-2          | Piacenza-Udinese  | 0-0           | 5 mag.        |
| 7 gen.       | 2-2          | Roma-Fiorentina   | 4-1           | 5 mag.        |
| 7 gen.       | 2-2          | Torino-Parma      | 0-1           | 5 mag.        |
| 7 gen.       | 1-0          | Vicenza-Cremonese | 1-1           | 5 mag.        |

| \| andata (17ª) \| andata (17ª) \| 17ª giornata \| ritorno (34ª) \| ritorno (34ª) \| \| \| \| \| \| \| \| 14 gen. \| 0-0 \| Cremonese-Milan \| 1-7 \| 12 mag. \| \| 14 gen. \| 2-1 \| Fiorentina-Piacenza \| 1-0 \| 12 mag. \| \| 14 gen. \| 2-0 \| Inter-Roma \| 0-1 \| 12 mag. \| \| 14 gen. \| 1-1 \| Juventus-Bari \| 2-2 \| 12 mag. \| \| 14 gen. \| 1-1 \| Lazio-Torino \| 2-0 \| 12 mag. \| \| 14 gen. \| 3-2 \| Padova-Atalanta \| 0-3 \| 12 mag. \| \| 14 gen. \| 4-0 \| Parma-Cagliari \| 0-2 \| 12 mag. \| \| 14 gen. \| 2-2 \| Sampdoria-Vicenza \| 2-2 \| 12 mag. \| \| 14 gen. \| 3-2 \| Udinese-Napoli \| 1-2 \| 12 mag. \| |              |                     |               |               |
| andata (17ª) | andata (17ª) | 17ª giornata        | ritorno (34ª) | ritorno (34ª) |
| |              |                     |               |               |
| 14 gen. | 0-0          | Cremonese-Milan     | 1-7           | 12 mag.       |
| 14 gen. | 2-1          | Fiorentina-Piacenza | 1-0           | 12 mag.       |
| 14 gen. | 2-0          | Inter-Roma          | 0-1           | 12 mag.       |
| 14 gen. | 1-1          | Juventus-Bari       | 2-2           | 12 mag.       |
| 14 gen. | 1-1          | Lazio-Torino        | 2-0           | 12 mag.       |
| 14 gen. | 3-2          | Padova-Atalanta     | 0-3           | 12 mag.       |
| 14 gen. | 4-0          | Parma-Cagliari      | 0-2           | 12 mag.       |
| 14 gen. | 2-2          | Sampdoria-Vicenza   | 2-2           | 12 mag.       |
| 14 gen. | 3-2          | Udinese-Napoli      | 1-2           | 12 mag.       |

| andata (17ª) | andata (17ª) | 17ª giornata        | ritorno (34ª) | ritorno (34ª) |
|              |              |                     |               |               |
| 14 gen.      | 0-0          | Cremonese-Milan     | 1-7           | 12 mag.       |
| 14 gen.      | 2-1          | Fiorentina-Piacenza | 1-0           | 12 mag.       |
| 14 gen.      | 2-0          | Inter-Roma          | 0-1           | 12 mag.       |
| 14 gen.      | 1-1          | Juventus-Bari       | 2-2           | 12 mag.       |
| 14 gen.      | 1-1          | Lazio-Torino        | 2-0           | 12 mag.       |
| 14 gen.      | 3-2          | Padova-Atalanta     | 0-3           | 12 mag.       |
| 14 gen.      | 4-0          | Parma-Cagliari      | 0-2           | 12 mag.       |
| 14 gen.      | 2-2          | Sampdoria-Vicenza   | 2-2           | 12 mag.       |
| 14 gen.      | 3-2          | Udinese-Napoli      | 1-2           | 12 mag.       |

## Statistiche

### Squadre

#### Capoliste solitarie
|    | —— | —— | ——    | ——    | ——    | —— | —— | —— | ——  | ——    | ——    | ——    | ——    | ——    | ——    | ——    | ——    | ——    | ——    | ——    | ——    | ——    | ——    | ——    | ——    | ——    | ——    | ——    | ——    | ——    | ——    | ——    | ——    | —— |  |
|    |    |    | Milan | Milan | Milan |    |    |    |     | Milan | Milan | Milan | Milan | Milan | Milan | Milan | Milan | Milan | Milan | Milan | Milan | Milan | Milan | Milan | Milan | Milan | Milan | Milan | Milan | Milan | Milan | Milan | Milan |    |  |
|    |    |    |       |       |       |    |    |    |     |       |       |       |       |       |       |       |       |       |       |       |       |       |       |       |       |       |       |       |       |       |       |       |       |    |  |
|    |    |    |       |       |       |    |    |    |     |       |       |       |       |       |       |       |       |       |       |       |       |       |       |       |       |       |       |       |       |       |       |       |       |    |  |
| 1ª | 2ª | 3ª | 4ª    | 5ª    | 6ª    | 7ª | 8ª | 9ª | 10ª | 11ª   | 12ª   | 13ª   | 14ª   | 15ª   | 16ª   | 17ª   | 18ª   | 19ª   | 20ª   | 21ª   | 22ª   | 23ª   | 24ª   | 25ª   | 26ª   | 27ª   | 28ª   | 29ª   | 30ª   | 31ª   | 32ª   | 33ª   | 34ª   |    |  |

#### Primati stagionali
- Maggior numero di partite vinte: 21 (Milan)
- Minor numero di partite perse: 3 (Milan)
- Massimo dei pareggi: 12 (Cremonese)
- Minor numero di partite vinte: 5 (Cremonese)
- Maggior numero di partite perse: 24 (Padova)
- Minimo dei pareggi: 3 (Padova)
- Miglior attacco: 66 (Lazio)
- Miglior difesa: 24 (Milan)
- Peggior attacco: 28 (Napoli, Torino)
- Peggior difesa: 79 (Padova)
- Peggior differenza reti: −38 (Padova)
- Partita con più reti segnate: Inter-Padova 8-2, Fiorentina-Padova 6-4 (10)
- Partita con maggior scarto di reti: Cremonese-Bari 7-1, Inter-Padova 8-2, Milan-Cremonese 7-1 (6)

### Individuali

#### Classifica marcatori
| Gol | Rigori |  | Giocatore           | Squadra              |
| --- | ------ |  | ------------------- | -------------------- |
| 24  | 5      |  | Igor Protti         | Bari                 |
| 24  | 12     |  | Giuseppe Signori    | Lazio                |
| 22  | 3      |  | Enrico Chiesa       | Sampdoria            |
| 19  | 2      |  | Gabriel Batistuta   | Fiorentina           |
| 19  |        |  | Marco Branca        | Roma (2), Inter (17) |
| 17  | 2      |  | Oliver Bierhoff     | Udinese              |
| 15  | 6      |  | Luís Oliveira       | Cagliari             |
| 14  | 2      |  | Nicola Amoruso      | Padova               |
| 14  | 3      |  | Nicola Caccia       | Piacenza             |
| 14  | 1      |  | Pierluigi Casiraghi | Lazio                |
| 13  | 4      |  | Abel Balbo          | Roma                 |
| 13  | 3      |  | Maurizio Ganz       | Inter                |
| 13  |        |  | Goran Vlaović       | Padova               |

### Media spettatori
Media spettatori della Serie A 1995-96: 29 494
| Club       | Pos. | Media  |
| ---------- | ---- | ------ |
| Milan      | 1    | 61 403 |
| Roma       | 2    | 54 223 |
| Inter      | 3    | 46 395 |
| Lazio      | 4    | 46 324 |
| Juventus   | 5    | 41 893 |
| Napoli     | 6    | 39 965 |
| Fiorentina | 7    | 37 892 |
| Sampdoria  | 8    | 26 052 |
| Bari       | 9    | 25 962 |
| Parma      | 10   | 24 474 |
| Torino     | 11   | 19 450 |
| Atalanta   | 12   | 19 042 |
| Cagliari   | 13   | 18 241 |
| Vicenza    | 14   | 16 693 |
| Udinese    | 15   | 15 706 |
| Padova     | 16   | 14 850 |
| Piacenza   | 17   | 13 296 |
| Cremonese  | 18   | 9 028  |